# Тенеси Риџ (Тенеси)
Тенеси Риџ (енгл. Tennessee Ridge) град је у америчкој савезној држави Тенеси.

## Демографија
По попису из 2010. године број становника је 1.368, што је 34 (2,5%) становника више него 2000. године.
| Група             | 2000.         | 2010.         |
| Белци             | 1.308 (98,1%) | 1.323 (96,7%) |
| Афроамериканци    | 3 (0,2%)      | 2 (0,1%)      |
| Азијати           | 2 (0,1%)      | 0 (0,0%)      |
| Хиспаноамериканци | 14 (1,0%)     | 32 (2,3%)     |
| Укупно            | 1.334         | 1.368         |